# Stratonice II
Pour les articles homonymes, voir Stratonice.
Stratonice II ou Stratoniké (en grec ancien Στρατoνίκη / Stratoniké), née vers 276 av. J.-C., est une princesse hellénistique de la dynastie séleucide.

## Biographie
Stratonice II est la fille d’Antiochos Ier et de Stratonice Ire, et sœur d’Antiochos II. Elle épouse vers 253 av. J.-C. son cousin germain et neveu le roi de Macédoine Démétrios II, fils d'Antigone II Gonatas, et lui donne une fille, Apama III, qui épouse Prusias Ier de Bithynie.
Répudiée en 239, elle intrigue à Antioche. Elle cherche d'abord à se faire épouser par son neveu Séleucos II, puis soulève la ville pendant son absence. Le roi, de retour de son expédition iranienne, la fait alors exécuter.